# Asociación Deportiva Berazategui
A Asociación Deportiva Berazategui, conhecido como Berazategui, é um clube de futebol argentino fundado em 18 de setembro de 1975. Sua sede fica em Berazategui, no partido homônimo, província de Buenos Aires, na Argentina. Atualmente participa da Primera División C, a quarta divisão do futebol argentino para as equipes diretamente afiliadas à Associação do Futebol Argentino (AFA), entidade máxima do futebol na Argentina. Seu estádio é o Norman Lee que tem capacidade para 10.000 pessoas.

## História
O clube foi fundado em 18 de setembro de 1975 durante uma reunião realizada na casa de Alfredo San Miguel em Berazategui. O primeiro presidente do clube foi Giberto Martín. Em março de 1976, o clube filiou-se à Associação do Futebol Argentino (AFA), fazendo sua estreia na Primera D no mesmo ano. Em sua primeira temporada disputando jogos oficiais, o Berazategui terminou em segundo lugar, atrás apenas do Defensores de Cambaceres (que foi o grande campeão) e, portanto, promovido à divisão de nível superior, a Primera C.
Depois de dez temporadas naquela divisão (1977–1986), o Berazategui obteve uma das seis vagas disponíveis para participar da Primera B Metropolitana, após uma reestruturação do sistema de ligas de futebol argentino (criação da Primera B Nacional). Com apenas onez anos de vida, o clube já havia saltado duas divisões. Depois de duas temporadas nesta divisão, ele acabou sendo rebaixado para a Primera C.
Entretanto, o melhor estava por vir, e na temporada de 1988–89, o clube fez sua melhor campanha na história: foi campeão invicto da Primera C e promovido novamente para a Primera B Metropolitana. No total, a equipe jogou 44 partidas e não perdeu nenhuma, um recorde para o clube. A aventura na Primera B durou somente uma temporada, e com um penúltimo lugar na tabela dos promédios, a equipe foi rebaixada novamente para a Primera C.
Em 2008, o Berazategui foi eleito como a melhor equipe no critério aproveitamento de pontos dentre todos os cinco campeonatos da Associação do Futebol Argentino (AFA).

## Dados do clube

### Por campeonato
- Temporadas na Primera División: 0 (nenhuma)
- Temporadas na Primera B Nacional: 0 (nenhuma)
- Temporadas na Primera B Metropolitana: 7 (1986–87 a 1987–88, 1990–91 e 1997–98 a 2000–01)
- Temporadas na Primera C: 28 (1977 a 1986, 1988–89 a 1989–90, 1991–92 a 1996–97, 2001–02 a 2002–03 e 2008–09 até os dias atuais)
- Temporadas na Primera D: 6 (1976 e 2003–04 a 2007–08)

### Por divisão
- Temporadas na Terceira Divisão: 17
- Temporadas na Quarta Divisão: 20
- Temporadas na Quinta Divisão: 5

### Temporada por Temporada
- Primera D: 1976
- Primera C: 1977 a 1986
- Primera B Metropolitana: 1986–87 a 1987–88
- Primera C: 1988–89 a 1989–90
- Primera B Metropolitana: 1990–91
- Primera C: 1991–92 a 1996–97
- Primera B Metropolitana: 1997–98 a 2000–01
- Primera C: 2001–02 a 2002–03
- Primera D: 2003–04 a 2007–08
- Primera C: 2008–09 até hoje

## Títulos

### Torneios nacionais
- Primera C (2): 1989–90 e 1996–97

### Outras conquistas
- Acesso à Primera B Metropolitana por conta da reestruturação das ligas (1): 1986
- Acesso à Primera B Metropolitana como campeão da Primera C (2): 1989–90, 1996–97
- Acesso à Primera C como vice-campeão da Primera D (1): 1976
- Acesso à Primera C como campeão do Torneo Reducido da Primera D (1): 2007–08